# Demetrio Albertini
Demetrio Albertini, född 23 augusti 1971 i Besana in Brianza i Italien, är en italiensk f.d. fotbollsspelare som tillbringade större delen av sin karriär i AC Milan och Serie A. Han avslutade sin proffskarriär i spanska toppklubben FC Barcelona 2005.

## Klubbkarriär
Albertini skolades av AC Milan och tillbringade sammanlagt 14 framgångsrika år hos klubben efter att ha debuterat som 17-åring 1989. Under större delen av säsongen 1990/1991 spelade han hos Padova på lån, men etablerade sig hos Milan 1991/1992 och spelade efter det nästan 300 ligamatcher för klubben, med sammanlagt fem Serie A-titlar (1992–1994, 1996 och 1999). Utöver det spelade han 41 Champions League-matcher och nådde tre raka finaler i cupen 1993–1995 (Milan vann 1994). Han var även med om att vinna tre UEFA Super Cup-finaler.
Han spelade hos Milan mellan 1988 och 2002. Efter att ha lämnat klubben gick han snabbt mellan olika lag; säsongen 2002/2003 på lån till spanska Atlético Madrid, 2003/2004 med Lazio och började säsongen 2004/2005 hos Atalanta innan han flyttade till FC Barcelona i januari, där han avslutade sin proffskarriär.

## Landslagskarriär
Albertini spelade sammanlagt 79 matcher för Italien och gjorde tre mål. Han gjorde debut för A-laget 21 december 1991 och representerade landslaget vid VM 1994, EM 1996, VM 1998 och EM 2000. Han var även med i truppen under OS 1992 i Barcelona. Albertini var kapten för Italien sex matcher.

## Avslutet
I december 2005 meddelade Albertini att han skulle sluta med proffsfotboll och att han hoppades på att bli heltidsmanager. Den 15 mars 2006 gjorde han första målet genom en frispark i en hyllningsmatch mellan AC Milan och FC Barcelona, med fotbollsstjärnor som Marco van Basten, Ruud Gullit, Frank Rijkaard och Franco Baresi. Milan vann med 4–2 på hemmaplan.